# Termoestabilidad

Estructura cristalina de β-glucosidasa de Thermotoga neapolitana (PDB: 5IDI). Proteína termoestable, activa a 80°C y con temperatura de despliegue de 101°C.

La termoestabilidad es la cualidad de una sustancia para resistir cambios irreversibles en su estructura química o física, a menudo resistiendo la descomposición o la polimerización, a una temperatura relativa alta.
Los materiales termoestables pueden utilizarse industrialmente como retardadores de fuego. Es probable que un plástico termoestable, un término poco común y poco convencional, se refiera a un plástico termoendurecible que no se puede remodelar cuando se calienta, que a un termoplástico que se puede volver a fundir y volver a moldear.
La termoestabilidad también es una propiedad de algunas proteínas. Ser una proteína termoestable significa ser resistente a los cambios en la estructura de la proteína debido al calor aplicado.

## Proteínas termoestables

A medida que se agrega calor, esto interrumpe los enlaces intramoleculares que se encuentran en la estructura terciaria de las proteínas, lo que hace que la proteína se despliegue y se vuelva inactiva.

La mayoría de las formas de vida en la Tierra viven a temperaturas de menos de 50 °C, comúnmente de 15 a 50 °C Dentro de estos organismos hay macromoléculas (proteínas y ácidos nucleicos) que forman las estructuras tridimensionales esenciales para su actividad enzimática. Por encima de la temperatura nativa del organismo, la energía térmica puede provocar el desdoblamiento y la desnaturalización, ya que el calor puede romper los enlaces intramoleculares en la estructura terciaria y cuaternaria. Este despliegue dará como resultado la pérdida de la actividad enzimática, lo que es comprensiblemente perjudicial para la continuidad de las funciones vitales. Un ejemplo de esto es la desnaturalización de las proteínas en la albúmina de un líquido transparente, casi incoloro, a un gel insoluble de color blanco opaco.
Las proteínas capaces de soportar temperaturas tan altas en comparación con las proteínas que no pueden, generalmente provienen de microorganismos que son hipertermófilos. Dichos organismos pueden soportar más de 50 °C temperaturas, ya que suelen vivir en ambientes de 85 °C y superior. Existen ciertas formas de vida termófilas que pueden soportar temperaturas superiores a esta y tienen adaptaciones correspondientes para preservar la función de las proteínas a estas temperaturas. Estos pueden incluir propiedades de volumen alteradas de la célula para estabilizar todas las proteínas, y cambios específicos en proteínas individuales. La comparación de proteínas homólogas presentes en estos termófilos y otros organismos revela algunas diferencias en la estructura de la proteína. Una diferencia notable es la presencia de enlaces de hidrógeno adicionales en las proteínas termófilas, lo que significa que la estructura de la proteína es más resistente al despliegue. De manera similar, las proteínas termoestables son ricas en puentes salinos y/o puentes disulfuro adicionales que estabilizan la estructura. Otros factores de la termoestabilidad de las proteínas son la compacidad de la estructura de la proteína, la oligomerización, y la fuerza de interacción entre las subunidades.

### Usos y aplicaciones

#### Reacciones en cadena de la polimerasa
Las enzimas termoestables como la polimerasa Taq y la ADN polimerasa Pfu se utilizan en las reacciones en cadena de la polimerasa (PCR) en las que las temperaturas de 94 °C o más se utilizan para derretir las hebras de ADN en el paso de desnaturalización de la PCR. Esta resistencia a altas temperaturas permite que la ADN polimerasa alargue el ADN con una secuencia deseada de interés con la presencia de dNTP.

#### Aditivos alimentarios
Las enzimas a menudo se agregan a los alimentos para animales para mejorar la salud y el crecimiento de los animales de granja, en particular los pollos y los cerdos. La alimentación normalmente se trata con vapor a alta presión para matar bacterias como la Salmonella. Por lo tanto, las enzimas añadidas (por ejemplo, fitasa y xilanasa) deben ser capaces de resistir este desafío térmico sin inactivarse de forma irreversible.

#### Purificación de proteínas
El conocimiento de la resistencia de una enzima a altas temperaturas es especialmente beneficioso en la purificación de proteínas. En el procedimiento de desnaturalización por calor, se puede someter una mezcla de proteínas a altas temperaturas, lo que dará como resultado la desnaturalización de las proteínas que no son termoestables y el aislamiento de la proteína que es termodinámicamente estable. Un ejemplo notable de esto se encuentra en la purificación de la fosfatasa alcalina del hipertermófilo Pyrococcus abyssi. Esta enzima es conocida por ser termoestable a temperaturas superiores a 95 °C y, por lo tanto, puede purificarse parcialmente mediante calentamiento cuando se expresa heterólogamente en E. coli . El aumento de la temperatura provoca la precipitación de las proteínas de E. coli, mientras que la fosfatasa alcalina de P. abyssi permanece estable en solución.

#### Hidrolasas de glucósido
Otro grupo importante de enzimas termoestables son las glucósidos hidrolasas. Estas enzimas son responsables de la degradación de la mayor parte de la biomasa, los polisacáridos presentes en el almidón y la lignocelulosa. Por lo tanto, las hidrolasas de glucósido están ganando un gran interés en las aplicaciones de biorrefinación en la futura bioeconomía. Algunos ejemplos son la producción de monosacáridos para aplicaciones alimentarias, así como su uso como fuente de carbono para la conversión microbiana en combustibles (etanol) e intermedios químicos, la producción de oligosacáridos para aplicaciones prebióticas y la producción de surfactantes tipo glicósidos de alquilo. Todos estos procesos a menudo implican tratamientos térmicos para facilitar la hidrólisis del polisacárido, por lo que las variantes termoestables de glucósido hidrolasas tienen un papel importante en este contexto.

### Enfoques para mejorar la termoestabilidad de las proteínas
La ingeniería de proteínas se puede utilizar para mejorar la termoestabilidad de las proteínas. Se han utilizado varias técnicas de mutagénesis aleatoria y de sitio dirigido, además de la evolución dirigida, para aumentar la termoestabilidad de las proteínas diana. Se han utilizado métodos comparativos para aumentar la estabilidad de las proteínas mesófilas basándose en la comparación con los homólogos termófilos. Además, el análisis del desdoblamiento de proteínas por dinámica molecular se puede utilizar para comprender el proceso de desdoblamiento y luego diseñar mutaciones estabilizadoras. La ingeniería racional de proteínas para aumentar la termoestabilidad de las proteínas incluye mutaciones que truncan bucles, aumentan los puentes salinos o los enlaces de hidrógeno, introducen enlaces disulfuro. Además, la unión del ligando puede aumentar la estabilidad de la proteína, particularmente cuando se purifica. Hay varias fuerzas diferentes que permiten la termoestabilidad de una proteína en particular. Estas fuerzas incluyen interacciones hidrofóbicas, interacciones electrostáticas y la presencia de enlaces disulfuro. La cantidad total de hidrofobicidad presente en una proteína en particular es responsable de su termoestabilidad. Otro tipo de fuerza responsable de la termoestabilidad de una proteína son las interacciones electrostáticas entre moléculas. Estas interacciones incluyen puentes salinos y enlaces de hidrógeno. Los puentes salinos no se ven afectados por las altas temperaturas, por lo tanto, son necesarios para la estabilidad de proteínas y enzimas. Una tercera fuerza utilizada para aumentar la termoestabilidad en proteínas y enzimas es la presencia de enlaces disulfuro. Presentan entrecruzamientos covalentes entre las cadenas polipeptídicas. Estos enlaces son los más fuertes porque son enlaces covalentes, lo que los hace más fuertes que las fuerzas intermoleculares. La glicosilación es otra forma de mejorar la termoestabilidad de las proteínas. Los efectos estereoelectrónicos en la estabilización de las interacciones entre carbohidratos y proteínas pueden conducir a la termoestabilización de la proteína glicosilada. La ciclación de enzimas mediante la unión covalente del extremo N-terminal al extremo C-terminal se ha aplicado para aumentar la termoestabilidad de muchas enzimas. A menudo se han empleado la ciclación Intein y la ciclación SpyTag/SpyCatcher.

## Toxinas termoestables
Ciertos hongos venenosos contienen toxinas termoestables, como la amatoxina que se encuentra en el casquete de la muerte y en los hongos de la escutelaria otoñal y la patulina de los mohos. Por lo tanto, aplicarles calor no eliminará la toxicidad y es de especial preocupación para la seguridad alimentaria.